# Championnats d'Europe d'haltérophilie 1952
Navigation
Édition précédente Édition suivante
Les championnats d'Europe d'haltérophilie 1952, trente-deuxième édition des championnats d'Europe d'haltérophilie, ont eu lieu en 1952 à Helsinki, en Finlande.

## Résultats
| Catégorie | Or                 | Or       | Argent           | Argent   | Bronze           | Bronze   |
| --------- | ------------------ | -------- | ---------------- | -------- | ---------------- | -------- |
| 56 kg     | Iwan Udodow        | 315 kg   | Maurice Megennis | 280 kg   | Karel Saitl      | 272,5 kg |
| 60 kg     | Rafael Czimiszkjan | 337,5 kg | Nikołaj Saksonow | 332,5 kg | Balint B. Nagy   | 307,5 kg |
| 67,5 kg   | Jewgienij Lopatin  | 350 kg   | Johan Runge      | 330 kg   | Ermanno Pignatti | 325 kg   |
| 75 kg     | Åke Hedberg        | 357,5 kg | Frank Teräskari  | 352,5 kg | André Dochy      | 350 kg   |
| 82,5 kg   | Trofim Lomakin     | 417,5 kg | Arkadij Worobjow | 407,5 kg | Jean Debuf       | 400 kg   |
| 90 kg     | Grigorij Nowak     | 410 kg   | Luciano Zardi    | 367,5 kg | Kai Outa         | 365 kg   |
| + 90 kg   | Heinz Schattner    | 422,5 kg | Franz Hölbl      | 387,5 kg | Lage Andersson   | 380 kg   |